# NHL 1956/57
Die NHL-Saison 1956/57 war die 40. Spielzeit in der National Hockey League. Sechs Teams spielten jeweils 70 Spiele. Den Stanley Cup gewannen die Montréal Canadiens nach einem 4:1-Erfolg in der Finalserie gegen die Boston Bruins. Einige Spieler, angeführt von Ted Lindsay, Doug Harvey, Jimmy Thomson und Tod Sloan gründeten die NHL Players’ Association. Die Liga-Bosse um Conn Smythe und Jack Adams waren nicht begeistert. Die drückende Überlegenheit der Montréal Canadiens im Powerplay führte zu einer Regeländerung: Nach einem Powerplay-Tor darf der bestrafte Spieler ins Spiel zurückkehren. Des Weiteren durfte nur noch mit einkufigen Schlittschuhen gespielt werden.

## Reguläre Saison

### Abschlusstabelle
Abkürzungen: W = Siege, L = Niederlagen, T = Unentschieden, GF= Erzielte Tore, GA = Gegentore, Pts = Punkte
|                     | W  | L  | T  | GF  | GA  | Pts |
| ------------------- | -- | -- | -- | --- | --- | --- |
| Detroit Red Wings   | 38 | 20 | 12 | 198 | 157 | 88  |
| Montréal Canadiens  | 35 | 23 | 12 | 210 | 155 | 82  |
| Boston Bruins       | 34 | 24 | 12 | 195 | 174 | 80  |
| New York Rangers    | 26 | 30 | 14 | 184 | 227 | 66  |
| Toronto Maple Leafs | 21 | 34 | 15 | 174 | 192 | 57  |
| Chicago Blackhawks  | 16 | 39 | 15 | 169 | 225 | 47  |

### Beste Scorer
Abkürzungen: GP = Spiele, G = Tore, A = Assists, Pts = Punkte
| Spieler         | Team       | GP | G  | A  | Pts |
| --------------- | ---------- | -- | -- | -- | --- |
| Gordie Howe     | Detroit    | 70 | 44 | 45 | 89  |
| Ted Lindsay     | Detroit    | 70 | 30 | 55 | 85  |
| Jean Béliveau   | Montreal   | 69 | 33 | 51 | 84  |
| Andy Bathgate   | NY Rangers | 70 | 27 | 50 | 77  |
| Ed Litzenberger | Chicago    | 70 | 32 | 32 | 64  |
| Maurice Richard | Montreal   | 63 | 33 | 29 | 62  |
| Don McKenney    | Boston     | 69 | 21 | 39 | 60  |
| Dickie Moore    | Montreal   | 70 | 29 | 29 | 58  |
| Henri Richard   | Montreal   | 63 | 18 | 36 | 54  |
| Norm Ullman     | Detroit    | 64 | 16 | 36 | 52  |

## Stanley-Cup-Playoffs
|  | Halbfinale | Halbfinale            | Halbfinale |  |  | Stanley-Cup-Finale | Stanley-Cup-Finale    | Stanley-Cup-Finale |
|  |            |                       |            |  |  |                    |                       |                    |
|  |            |                       |            |  |  |                    |                       |                    |
|  | 1          | Detroit Red Wings     | 1          |  |  |                    |                       |                    |
|  | 3          | Boston Bruins         | 4          |  |  |                    |                       |                    |
|  |            |                       |            |  |  | 3                  | Boston Bruins         | 1                  |
|  |            |                       |            |  |  | 2                  | Canadiens de Montréal | 4                  |
|  | 2          | Canadiens de Montréal | 4          |  |  |                    |                       |                    |
|  | 4          | New York Rangers      | 1          |  |  |                    |                       |                    |
|  |            |                       |            |  |  |                    |                       |                    |

## NHL-Auszeichnungen
| Art Ross Trophy:              | Gordie Howe, Detroit Red Wings     |
| Calder Memorial Trophy:       | Larry Regan, Boston Bruins         |
| Hart Memorial Trophy:         | Gordie Howe, Detroit Red Wings     |
| Lady Byng Memorial Trophy:    | Andy Hebenton, New York Rangers    |
| Vezina Trophy:                | Jacques Plante, Montréal Canadiens |
| James Norris Memorial Trophy: | Doug Harvey, Montréal Canadiens    |